# 相鉄10000系電車
相鉄10000系電車（そうてつ10000けいでんしゃ）は、2002年（平成14年）2月24日に営業運転を開始した、相模鉄道（相鉄）の通勤形電車。
編成番号については10701×10のように横浜側の先頭車の番号×編成内の車両数で編成を表すのが公式とされるため、それに準ずる。

## 概要
製造から30年近く経過し老朽化が進む2100系、新6000系、5000系、旧7000系の置き換えを目的に投入された。
本系列の大きな特徴としては、イニシャルコストの低減を図るため東日本旅客鉄道（JR東日本）のE231系電車と共通設計となったことが挙げられる。前面のデザインなど細かい設備を除き、ほぼそのままE231系の設備を導入した。
2001年度に10両編成2本、2002年度と2003年度に8両編成各1本、2004年度に8両編成3本が製造された。その後、8000系の事故廃車による補填のため2006年度に10両編成1本が追加製造され、最終的に10両編成3本・8両編成5本の計70両となった。
車両の製造は東急車輛製造を主に、一部の車両はJR東日本新津車両製作所が担当しており、いずれも車内外の銘板には両者の名が記されている。

## 概説

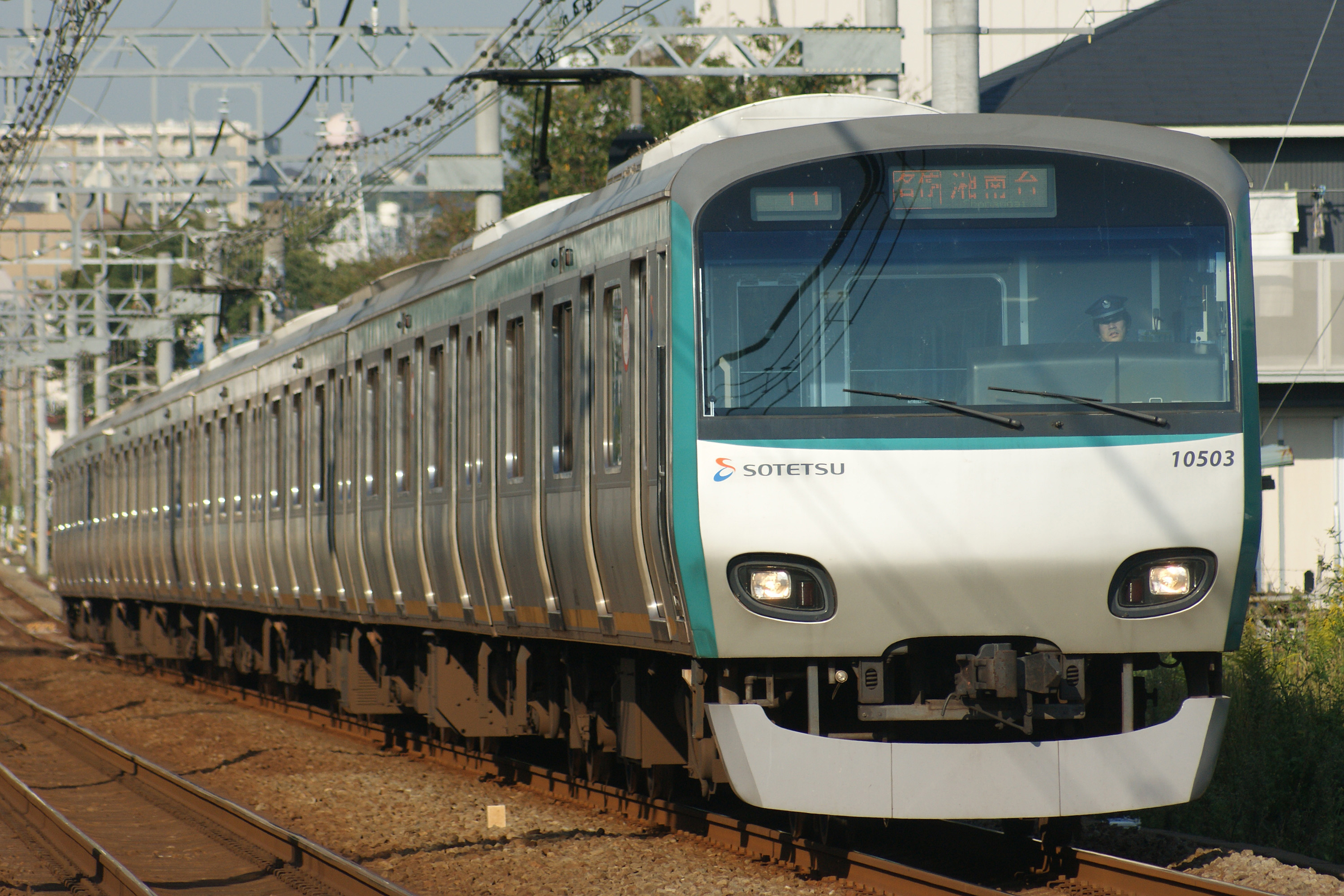
旧塗装時代の10000系
（2008年10月4日）

前述のように、本系列は基本的にE231系電車と同一で、後節の車内設備とともに相鉄で特に目を引く設備を中心に解説する（その他の設備については「JR東日本E231系電車」の項目を参照のこと）。

### 車体
各車両20m長の車体に片側4つの両開きドアを備える。車体限界幅がJR東日本より50mm狭い2,950mmのため、E231系より車体幅を20mm縮めた2,930mm（雨樋部は2,946mm）としている。相鉄ではそれまで、車体の素材にはアルミニウム合金を主体に使ってきたが、初めてステンレス鋼を用いた。前面部分は繊維強化プラスチック（FRP）を用いて、ステンレスでは困難な造形を形成している。前面デザインはこれまでの相鉄電車とは異なって「非貫通形」で、急行灯も設置されておらず、なおかつE231系のものとも異なる独自のデザインが採用されている。種別・行先表示器はLED式。
側面はE231系とほぼ同一で、帯の色と配置以外には目立った相違点がない。導入当初の帯色は新6000系電車のイメージを引き継いだ配色で、上部はピーコックグリーン、下部はサフランイエローラインとなっていたが、2006年のCI導入に伴い他の系列と共に統一カラーへ変更され、11000系電車と同様の配色になっている。また、導入当初は現在のものと異なる相鉄初の英文・ローマ字表記ロゴ（エンブレム）も付加されていた（帯色やロゴデザインの変更については「#改造工事」も参照）。
さらに2020年11月には「YOKOHAMA NAVYBLUE」塗装が施されたリニューアル車が登場している（詳細は「#機器更新とリニューアル」を参照）。
屋根上に集中型冷房装置を各車両に1基ずつと、一部の車両にはシングルアーム型パンタグラフを搭載する。車いすスペースステッカーの位置は、10両編成は号車表示の横で、8両編成は号車表示の下となっている。

### 車内設備
座席は全てロングシートで、相鉄で初めて片持ち式バケットシートが採用された。生地の色は赤紫系（優先席は青色）。座席には握り棒が設置されている。つり革は三角形（おむすび形）が採用された（座席やつり革などリニューアル後については後節参照）。
窓は色のついたガラスが採用され、紫外線をカットすることによりカーテンは廃止された。また、相鉄の特徴であったパワーウィンドウの採用は見送り、すべて手動での開閉となっている。なお車両端部の一部の窓は開閉ができず、その旨の表示ステッカーが貼られている。相鉄では初採用となる、全車連結部に傾斜式戸閉装置の貫通扉が設置された。
客用ドア上部には路線図とともに、1段表示仕様のLED式の車内案内表示装置が設置されており「行先」「次の停車駅」「乗換案内」を流している。10703F以降の編成ではスクロール表示となり、また英語表記が追加されている。なお、8000系や9000系にも同様のものが設置されているが、これら2系列では「文字による広告」や「マナー喚起」も流れる。初期編成のドアエンジンは戸挟み安全装置付き電気スクリュー軸駆動式を使用している。車内の放送については当初車掌の肉声によるものだけであったが、2008年夏より自動放送が導入されており「行先」「停車駅」「車内でのお願い」などが放送されている。
車両連結面に設置されている貫通扉の窓ガラスには、相鉄のロゴ（「SOTETSU」）が印刷されたステッカーが貼付されている（11000系電車以降の形式及び9000系リニューアル車は貼付）。本系列の貫通扉のガラス部分は従来のものよりも大きい。

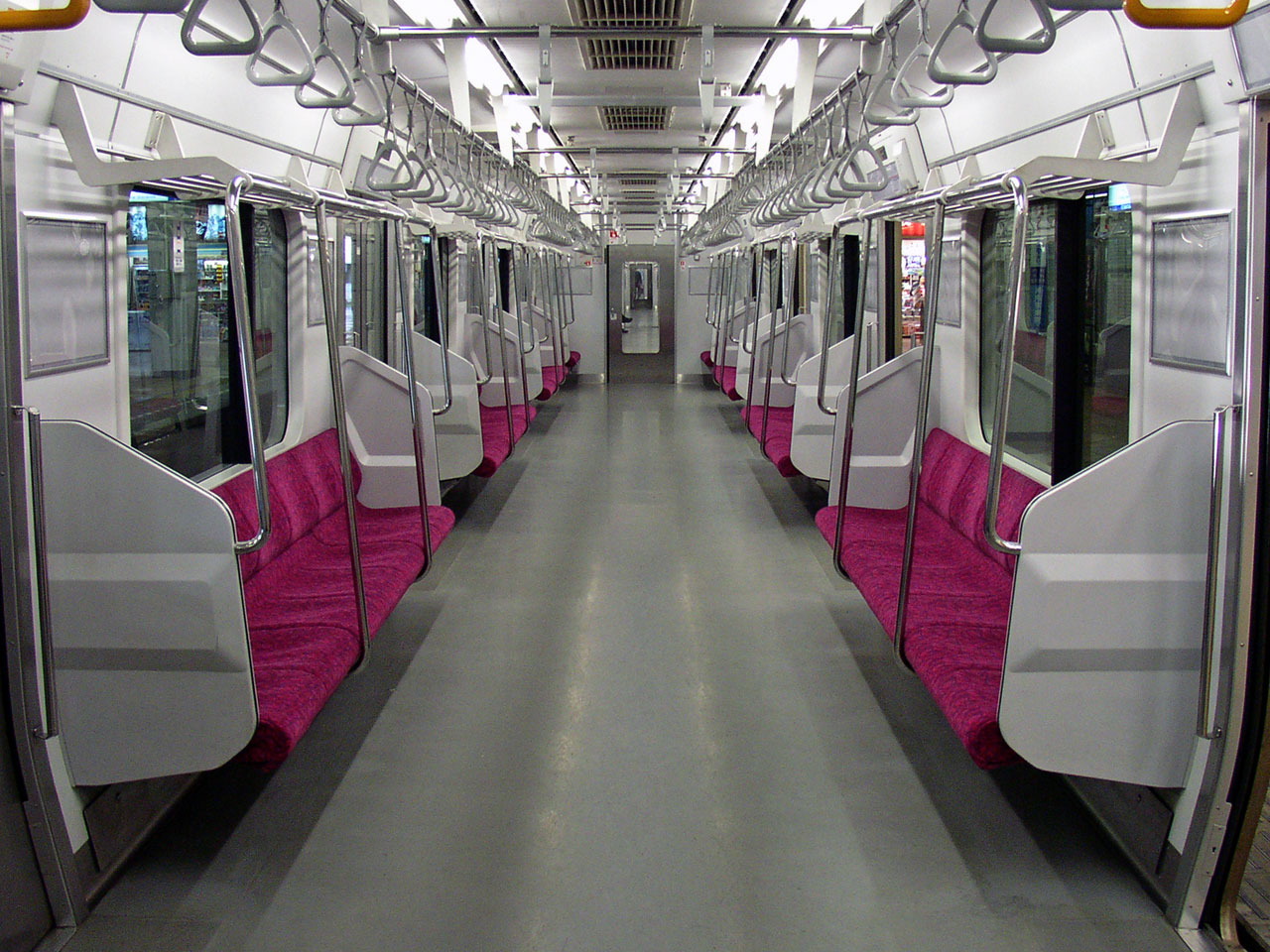
10000系の車内 JR東日本E231系とほぼ変わらないが、モケットの色が異なる
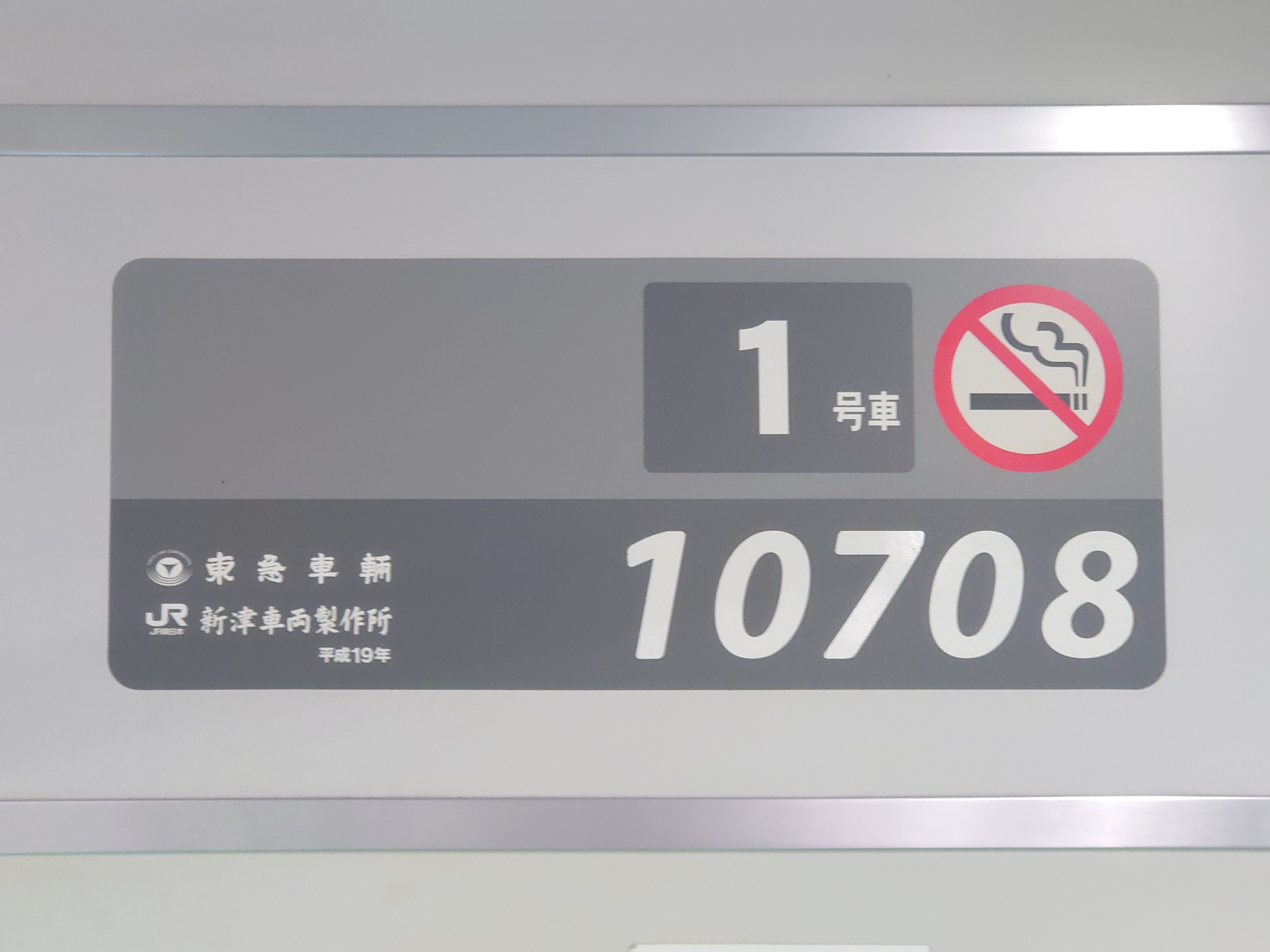
車内銘板

### 機器類
E231系と同様にTIMS（Train Information Management System）と称される列車情報管理システムを相鉄の車両で初めて搭載している。機器自体は床下に、運転席にはこれのモニタが設置されている。
マスターコントローラーは相鉄初のワンハンドルタイプで左手だけで操作する。また、各種メーター類についてはE231系でよく用いられているアナログの指針式メーターを採用している。また、車掌スイッチが他形式に合わせて鎖錠スイッチが設置されている点が異なっている。乗務員室と客室の仕切り扉の窓ガラスの形状は四角型で開閉が可能な構造とされている。その部分にも透明ガラスである点ではE231系と異なる。遮光幕はE231系と同じく中央大窓のみ設置されている。
VVVFインバータ装置は、E231系通勤タイプで使われる三菱電機製IPM-IGBT素子（2000V / 600A）を採用しており、9000系までのGTO素子（更新前）と比べて発車・停止時の磁励音は低減された。モーターは出力が95KWのものを電動車1両につき4つ搭載している。加速性能を満たすため本系列の10両編成には単独電動車（1M車）が存在しており、電動車（M）と付随車（T）の比率（MT比）は1:1となっている。
ブレーキ指令伝達方式は電気指令式で、在来の一部車両が搭載する電磁直通ブレーキとは互換性がないため、非常時に両者を連結することに備え、ブレーキ指令読み替え装置を本系列の先頭車に搭載する。また、初期の編成はブレーキプログラムを交換することで純電気ブレーキ対応に改造されており、10705F以降の編成は当初から純電気ブレーキに対応する。
台車はE231系のボルスタレス台車と同一仕様で、形式は相鉄を意味する「ST」を先頭に付与した。駆動装置も5000系から長らく使われてきた直角カルダン式を取りやめ、初のTDカルダン式とされた。電動空気圧縮機（CP）についても同系列と同一のスクリュー式で、相鉄では初採用。
パンタグラフもE231と同一のシングルアーム式PS33Bで、モハ10100形とモハ10300形に搭載される。4次車以降は東洋電機製のPT-7103Eへ変更、3次車以前の車両もそれに交換されている。
保安装置は相鉄の車両としては初めてEB装置が設置された。このほかにTE装置も搭載する。ATSや列車無線は相鉄型のものが設置された。10708Fでは落成時より、運転室真上の屋根の上にJR式の無線アンテナを取り付ける準備工事が施されている。

## 改造工事

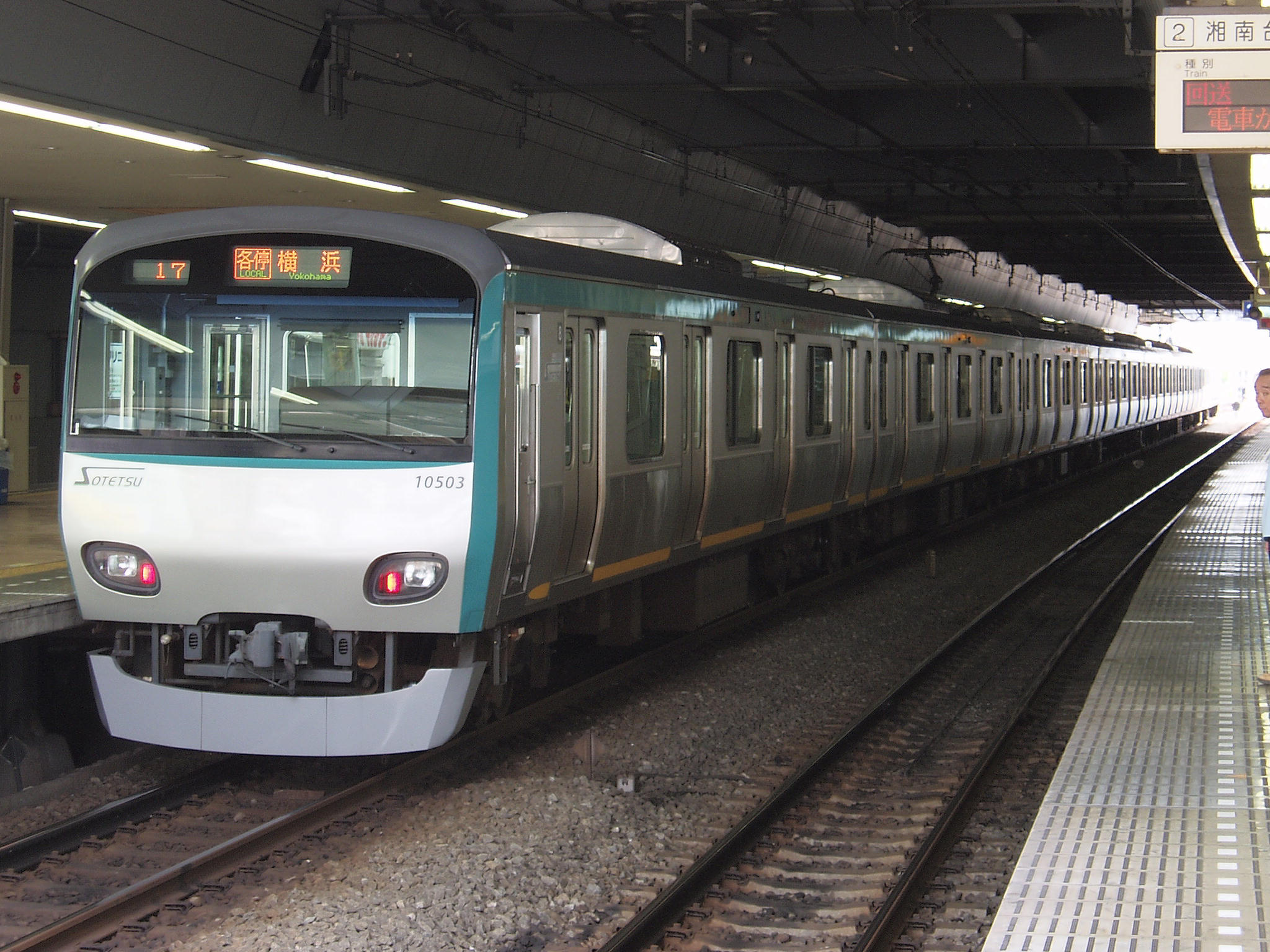
エンブレムが貼付されていた頃の旧帯色の10000系
（2004年8月25日、二俣川駅）

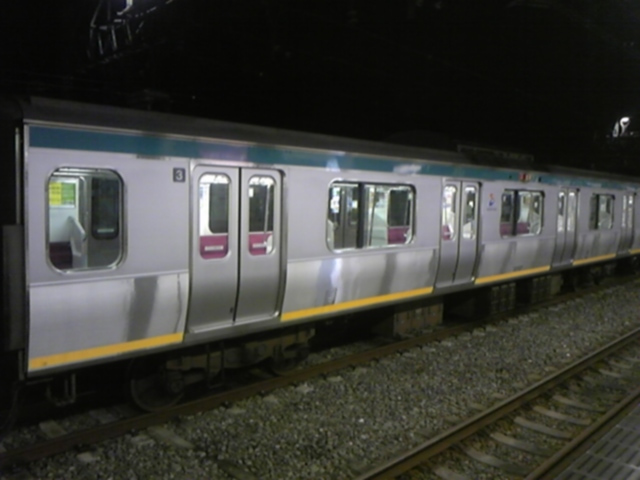
旧帯色の10000系側面
（2009年6月22日、かしわ台駅）

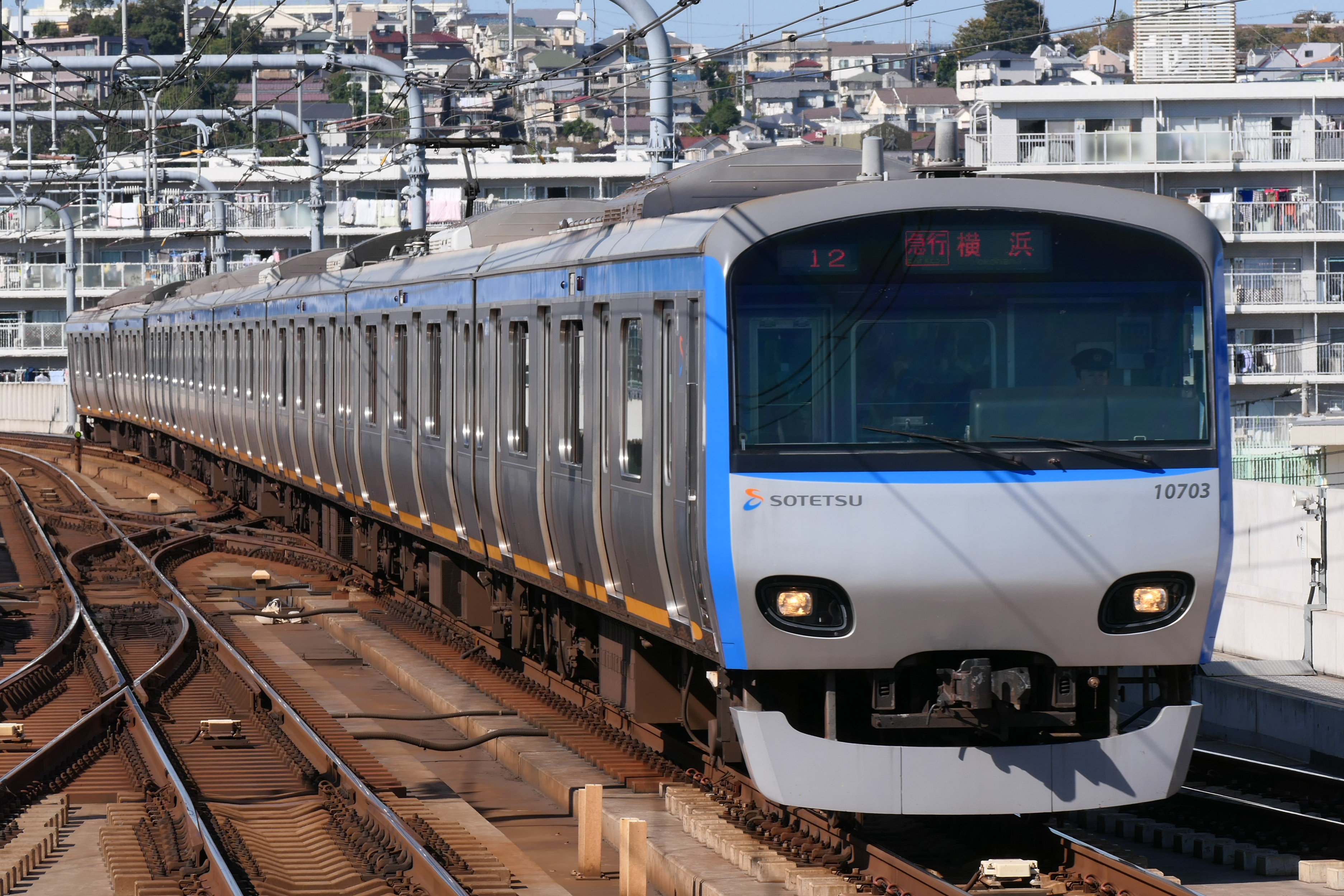
帯色をグループカラーの相鉄ブルーと相鉄オレンジに改め、グループロゴに貼り替えられた10000系
（2020年10月29日、星川駅）

導入時から以下の改造工事及び変更点が存在する。なお、2019年以降の機器更新及びリニューアル関連については後節参照。

### 車体
- 女性専用車の設定（2005年5月9日より）。ただし、2019年11月30日ダイヤ改正で横浜寄り最後尾車両に変更されたため、貼り直された。
- 登場時は、新たにデザインされた「SOTETSU」のロゴステッカー（エンブレム）が前面に、また「SOTETSU Series 10000」のロゴステッカーが側面の運転台側に貼られていたが、2006年秋のCI導入に伴い、前面・側面ともに相鉄グループロゴに貼り替えられ[注 1]、全車のロゴデザインが統一された。
- 弱冷房車のステッカーが新しいものに変更され、新たにその号車の扉横にも貼られた。
- 10705×8・10706×8・10707×8は、車いすスペースのステッカーの位置がグループカラーの新帯色となった際に10両編成と同じ横に変更されている。
- ベビーカースペースの設定（2015年2月下旬より）。
- ドアステッカーが既存のものから相鉄のマスコットキャラ「そうにゃん」が描かれたものに変更（2015年2月下旬より）。
- 2015年10月に優先席のルール変更によるステッカーの変更。
- 中間連結部の棒連結器化（編成中央部を除く、2021年度より）[12]。

### 帯色
- CI導入により制定されたグループカラー「相鉄ブルー」と「相鉄オレンジ」に変更。日付については新帯色での運用開始日を指す。
  - 10708×10：2007年6月1日 - なお、前述の通り「走る横濱写真館」の姿で出場したため現在のタイプの運転は約1年後から。
  - 10702×10：2008年1月18日
  - 10701×10：2008年1月26日
  - 10705×8：2008年11月11日
  - 10706×8：2009年2月18日
  - 10707×8：2009年3月28日
  - 10703×8：2009年10月15日
  - 10704×8：2009年10月25日

### 種別・行先表示
2014年4月27日ダイヤ改正で、特急新設のため種別表示が更新された。2019年11月30日ダイヤ改正で、通勤特急、通勤急行の新設及び相鉄新横浜線西谷駅 - 羽沢横浜国大駅の開業に伴い、種別幕及び行先表示に前述の表示が搭載された。

### 走行設備
- 初期の一部編成のブレーキ装置を純電気ブレーキ対応にプログラムを変更。

### 車内設備
- 自動放送装置の設置により種別・行き先・停車駅・次駅・乗換の案内や車内でのお願いなどを日本語と英語を放送する。2019年11月30日より英語放送にナンバリング放送が追加された。
- 車両連結面の貫通扉ガラス面に“SOTETSU”のロゴマークステッカーを貼付。
- 弱冷房車のシールが新しいものに変更された。
- 全編成の車内照明のLED化[13][14]。
- 駅ナンバリング導入により2014年4月頃より駅名直後に（SO-〇〇）を表示（〇〇は数字を意味する）。
- フリーWi-Fi対応（2016年より）。
- 防犯カメラ設置（2023年度より）[12]

### 保安装置
- 他系列と同じく、搭載しているATSと列車無線を相鉄型からJR型に更新。従来のATS表示灯部分にATS-P表示灯を設置し、相鉄型ATS表示機は運転台中央付近に仮設、乗務員室仕切側の機器箱は新調し大型化している。
- ATS-P型は2014年3月30日より、デジタル列車無線については2015年10月3日より使用開始した。

## 機器更新とリニューアル

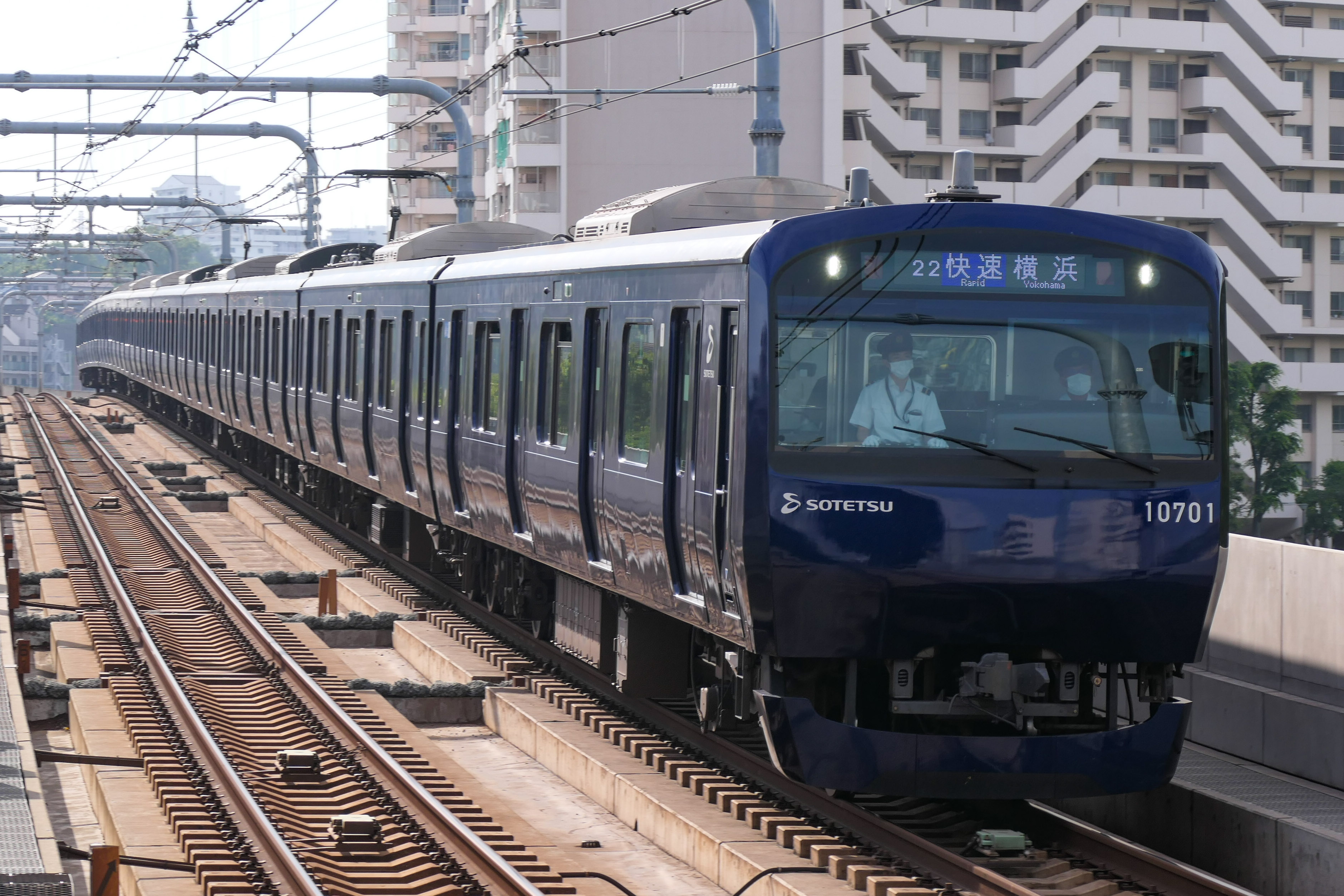
10000系のYNBリニューアル車（10701×10 2021年5月29日）

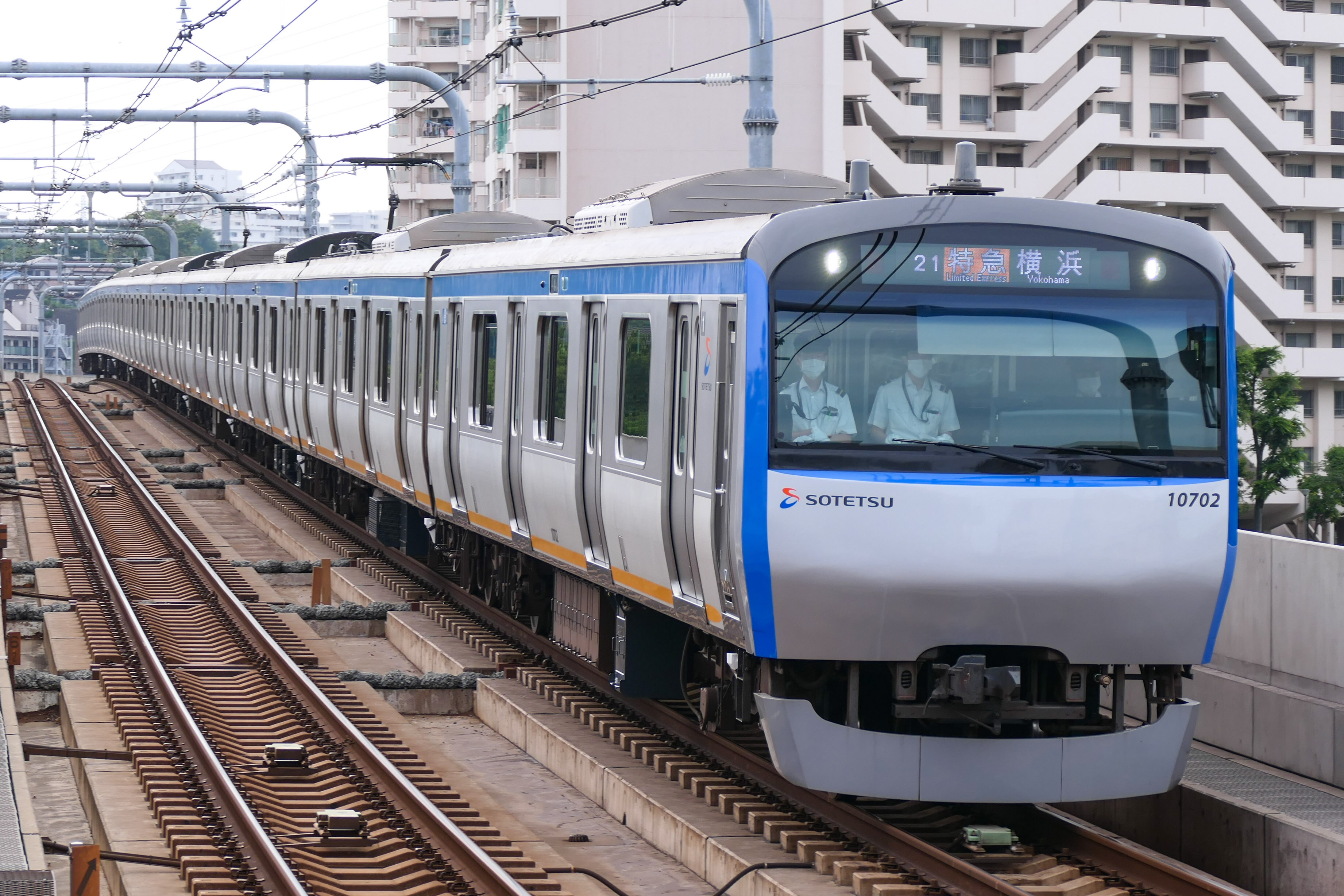
2・3編成目は塗色変更などが省略された（10702×10 2021年5月29日）

2019年から、主要機器の更新とあわせ、9000系・8000系に続く「デザインブランドアッププロジェクト」に基づいたリニューアルが実施されている。初期の機器更新はJR東日本長野総合車両センターへ入場の上で実施されたことが特筆される。
1編成目の10701×10は2019年（令和元年）10月に長野総合車両センターへ甲種輸送され同所にて機器更新を実施、翌2020年（令和2年）1月にかしわ台車両センターへ返却され、5月末から6月頭にかけて深夜の試運転を実施した。その後、かしわ台車両センターにて内外装のリニューアルを実施し、同2020年9月から試運転を開始、11月に営業運転に復帰した。
2編成目以降はリニューアルが一時見送られ、機器類の更新のみ行われたが、2023年度から再開され、2024年度は3編成への施工が予定されている。
各編成の施工時期を下表に示す。
| 編成                      | 竣工時期と出典 | 備考                              |
| ------------------------- | -------------- | --------------------------------- |
| 10701×10                  | 2020年11月2日  | 機器更新はNN施工                  |
| 10702×10                  | 2021年5月25日  | 機器更新はNN施工 リニューアルなし |
| 10703×8                   | 2022年6月13日  | 機器更新はNN施工 リニューアルなし |
| 10704×8                   | 2023年4月25日  |                                   |
| 10702×10                  | 2024年4月      | リニューアルのみ                  |
| 10703×10                  | 2024年8月      | リニューアルのみ                  |
| 10705×10                  | 2025年3月      |                                   |
| ※NN：長野総合車両センター |                |                                   |

施工内容は以下の通り。
機器更新
10703×8までの3編成のみ長野総合車両センターで施工、以降はかしわ台車両センターで施工。
- 制御装置の更新
  - VVVFインバータ装置はM1がST-SC60AからST-SC113-G1へ、M3がST-SC60A-G2からST-SC113-G2へそれぞれ変更された[17]。
- 補助電源装置の更新
  - SIV装置はST-SC61AからRG4100-A-Mへ変更された[注 4][22]。
- 空気圧縮機の更新
  - ST-MH3119-C1600S1からVV180-Tへ変更[17]。
- 連結器格納箱[注 5]の設置（両先頭車）

その他機器類の変更
かしわ台車両センターで施工。
- 灯具類の配置変更
  - 前照灯・尾灯を上部の表示器と一体型のLED式へ交換し、従来のものは撤去の上で埋め込まれた。配置・形状とも11000系に準じたものとなっている。
- 表示器の変更
  - 行先・種別・運行番号表示器をフルカラーLEDへ交換。
- 側灯（戸閉灯）のレンズを透明なものへ変更。

車内外のリニューアル
かしわ台車両センターで施工。2021年の10702×10と翌年の10703×8では省略。9000系と異なり、床材や化粧板、照明器具の交換、LCDの設置といった車内設備の大規模な変更は実施されていない。
- 塗色変更
  - 従来のカラーフィルムによる帯デザインから、YOKOHAMA NAVYBLUE（ヨコハマネイビーブルー、略称YNB）をベースとした全面塗装へ変更[23]。
  - あわせて車体の表記類を変更した[23]。
- 座席モケットの変更[23]
  - 20000系以降に準じたもので、一般席は灰色系、優先席は赤色系のランダムパターンとなる。座席そのものは変更されていない。
- つり革の変更
  - 自社開発した楕円形のものへ交換した[23]。
- 車内各部の表記類を一新

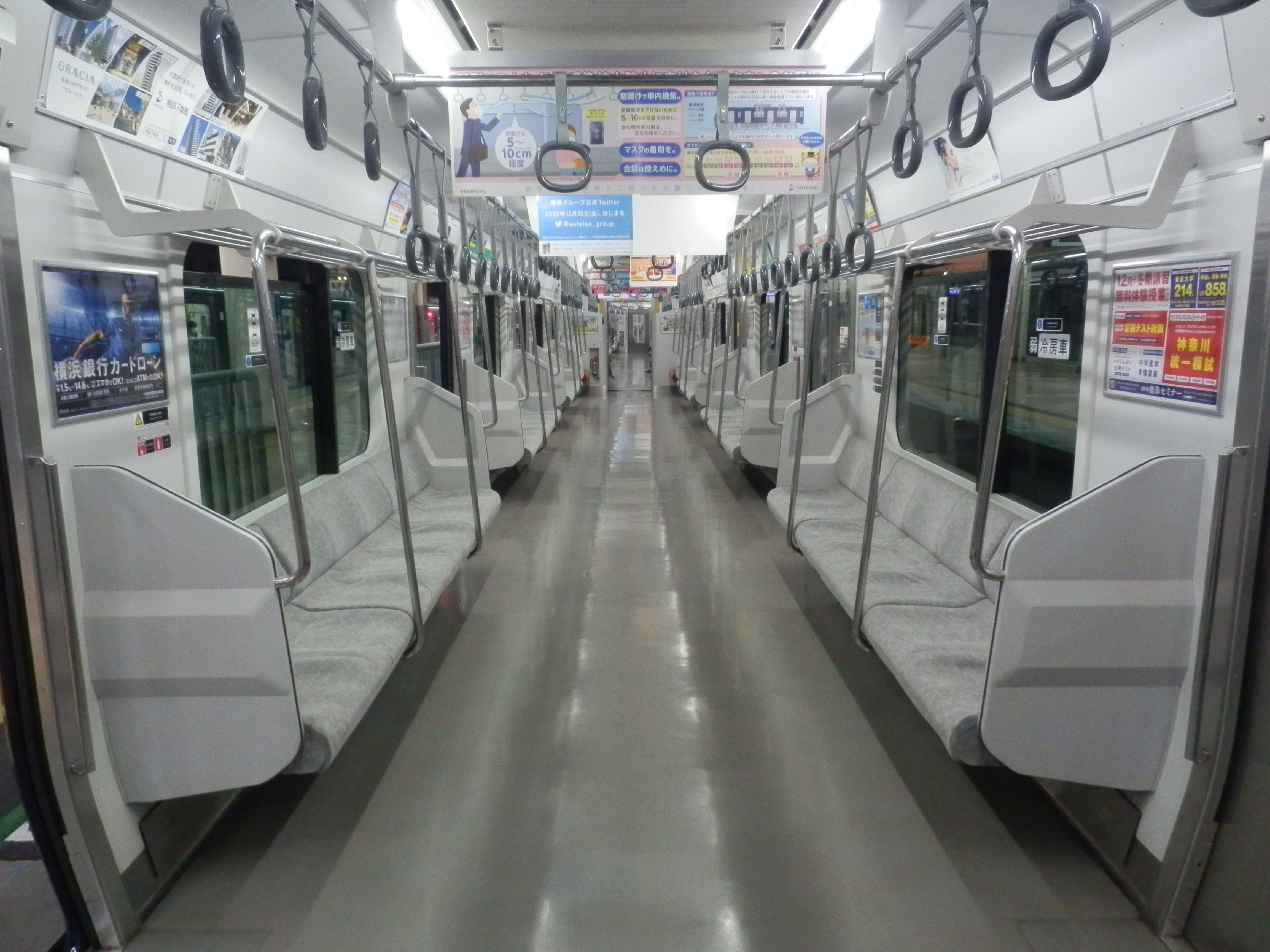
リニューアル車の車内
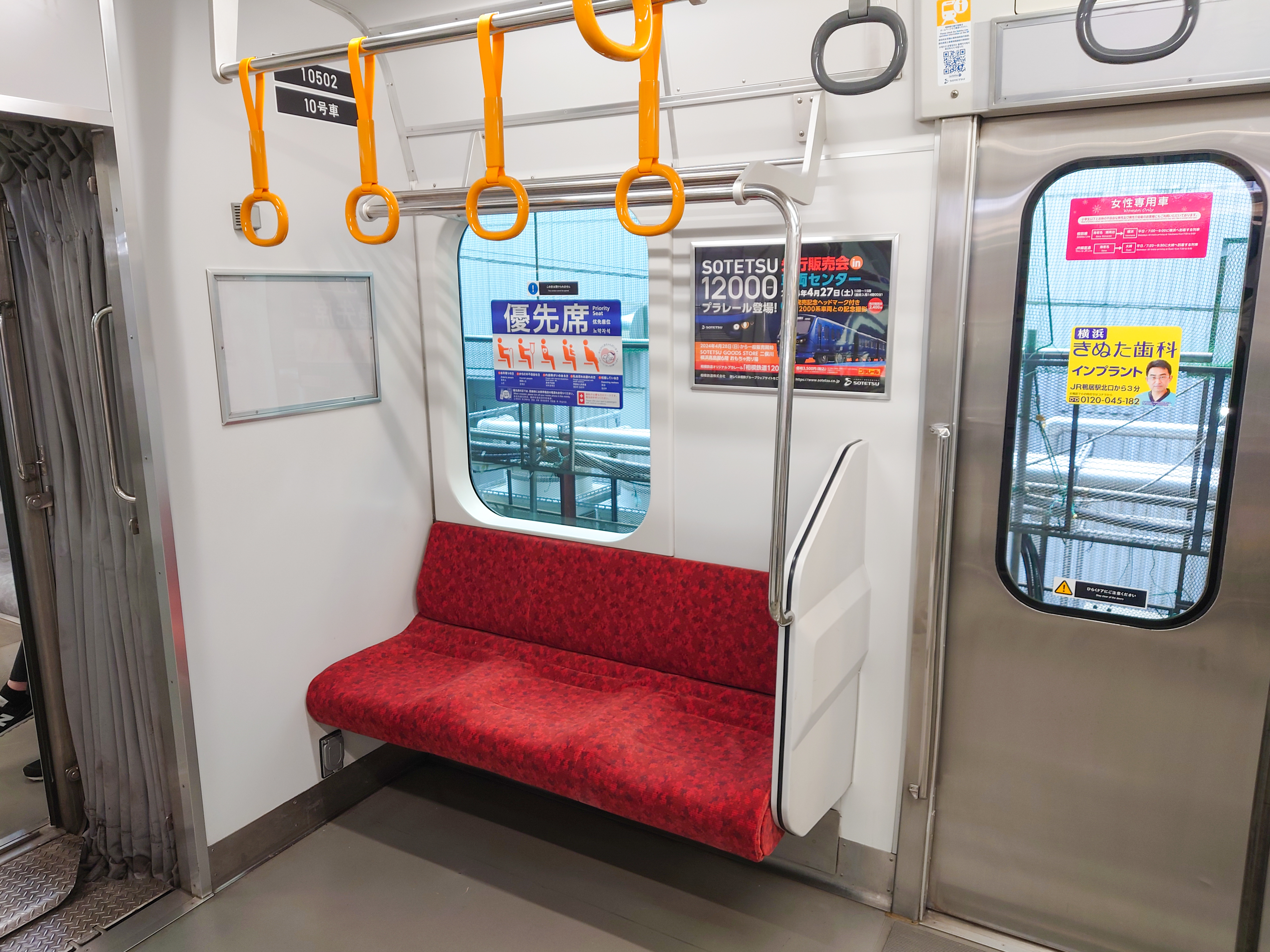
優先席部

## 車体装飾・ラッピング
本系列は編成を借り切っての車体のラッピングに度々利用されている。以下に主なラッピングとその期間を示す。
- 「横浜港開港150周年記念事業」関連
  - 第1弾「横濱はじめて物語号」 - 10702×10が2006年5月から1年間充当。
  - 第2弾「走る横濱写真館」 - 10708×10が2007年6月から1年間充当。
  - 第4弾「横浜開港150トレイン 〜ようこそ ヒルサイド 相鉄線へ〜」 - 10701×10が2009年6月から5か月間充当。
- 「走るウルトラヒーロー号」 - 10708×10が2013年4月27日から7月30日まで充当。
- 「帰ってきたウルトラヒーロー号」 - 10708×10が2014年4月30日から9月3日まで充当。
- 「ストロボ・エッジ号」 - 10703×8が2015年3月22日から4月24日まで充当。
- 「ウルトラヒーロー号」 - 10708×10が2015年5月3日から7月31日まで充当。
- SOTETSU SERIES 10000 REVIVAL COLOR PROJECTとして「懐かしの若草版」 - 10705×8、「往年の赤帯版」 - 10708×10が2024年5月中旬から同年11月まで充当。

このほかに一般のラッピング車両同様に企業や沿線の施設のラッピングが施されたことがある。

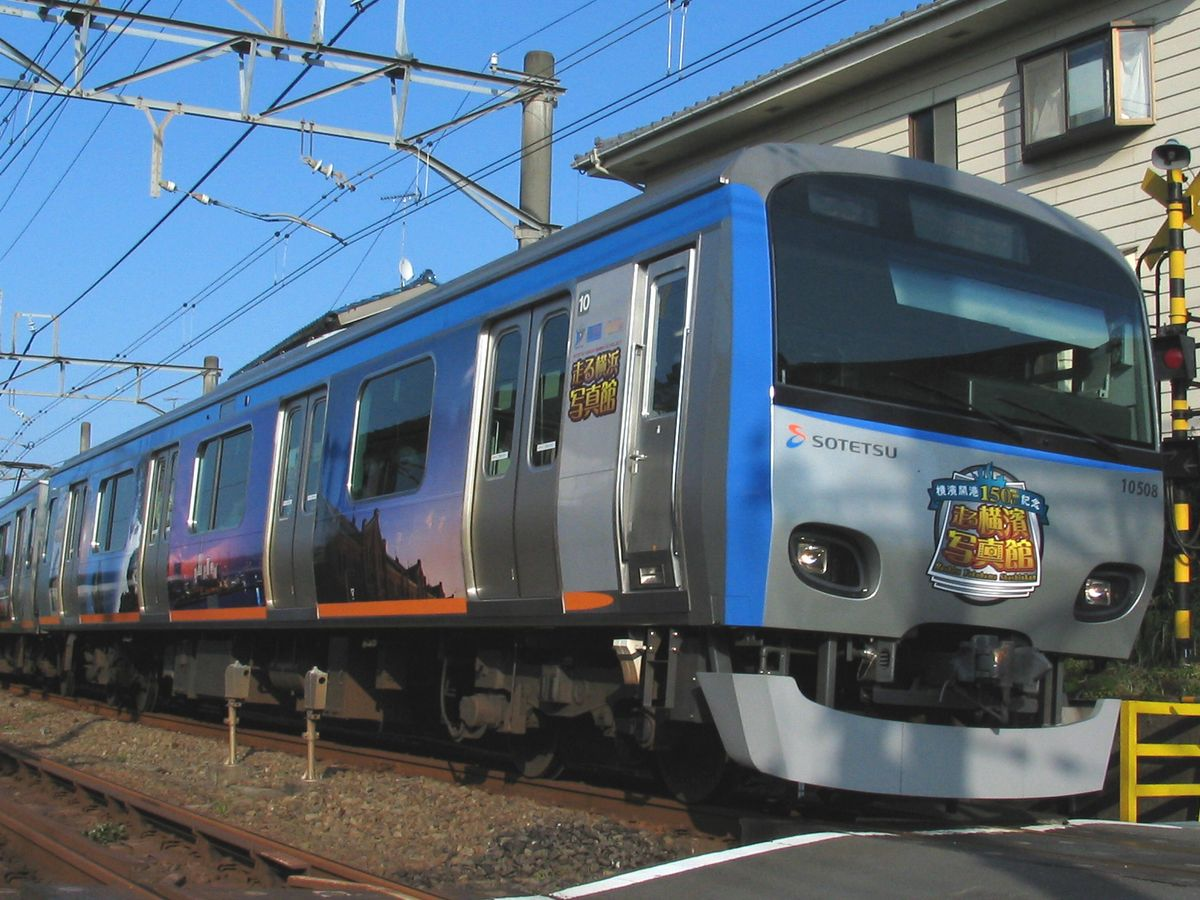
「走る横濱写真館」 （2007年6月2日、西谷 - 鶴ヶ峰間）
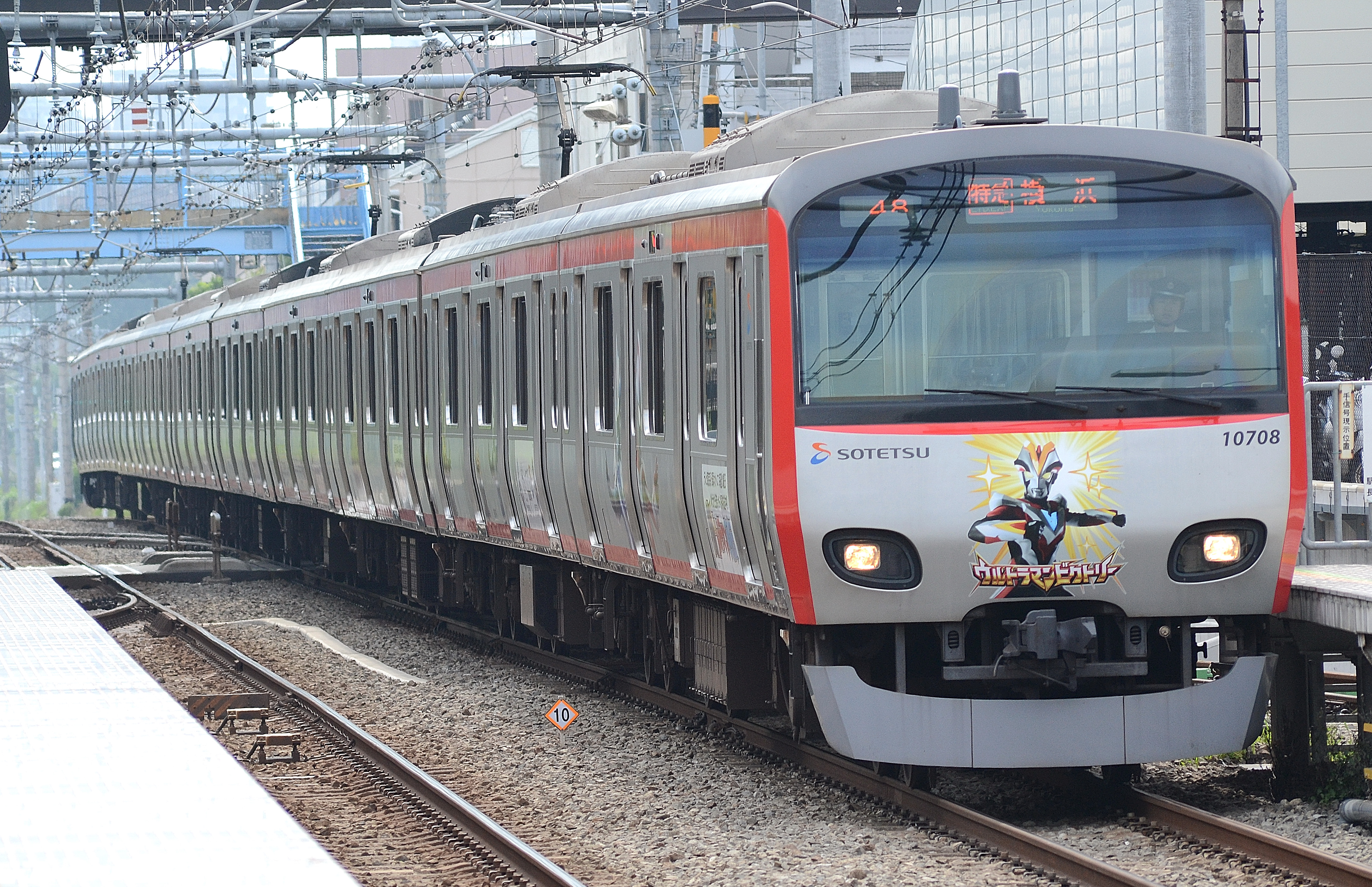
「帰ってきたウルトラヒーロー号」 （2014年6月16日、瀬谷駅）
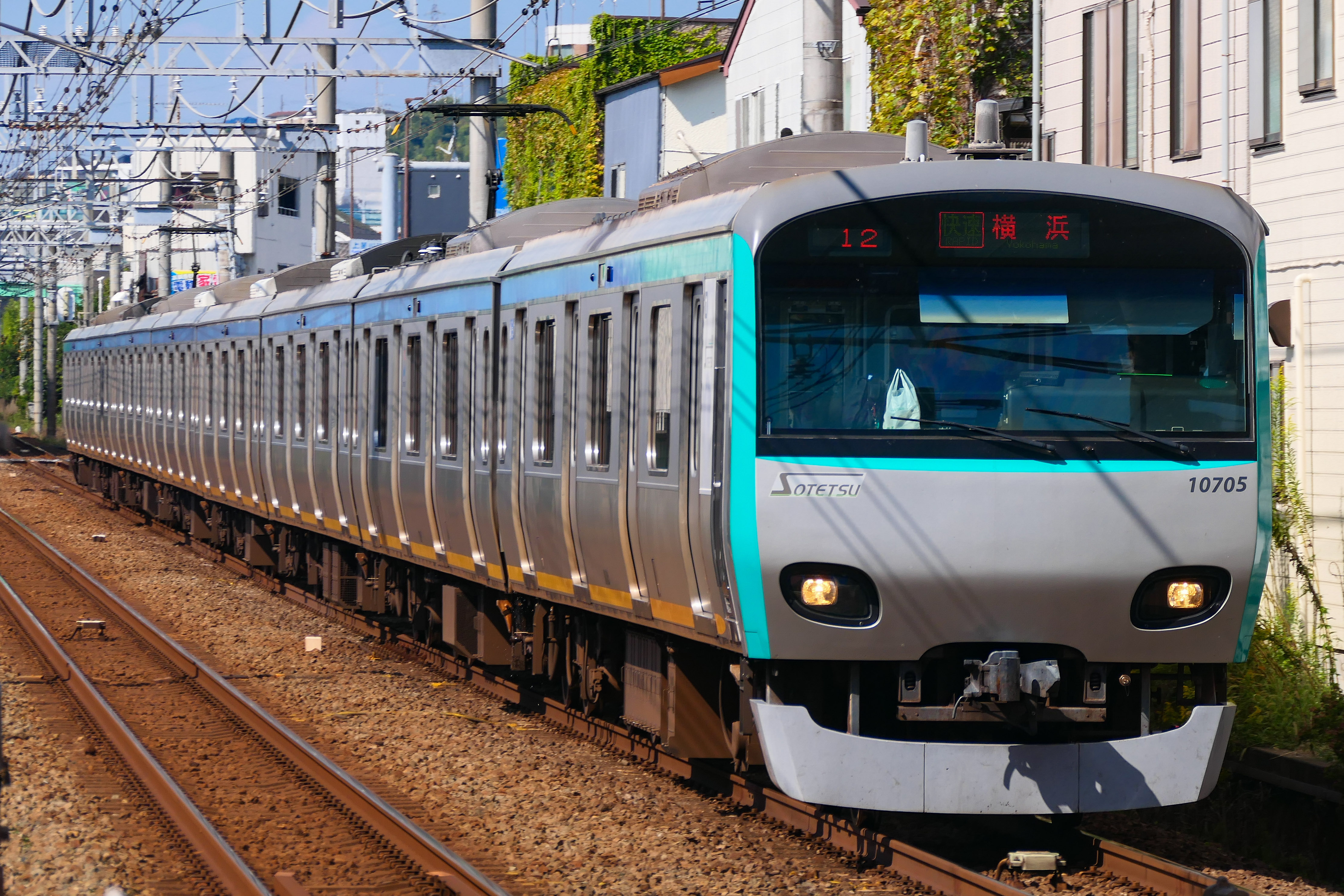
「懐かしの若草版」 （2024年10月10日、西谷 - 上星川間）
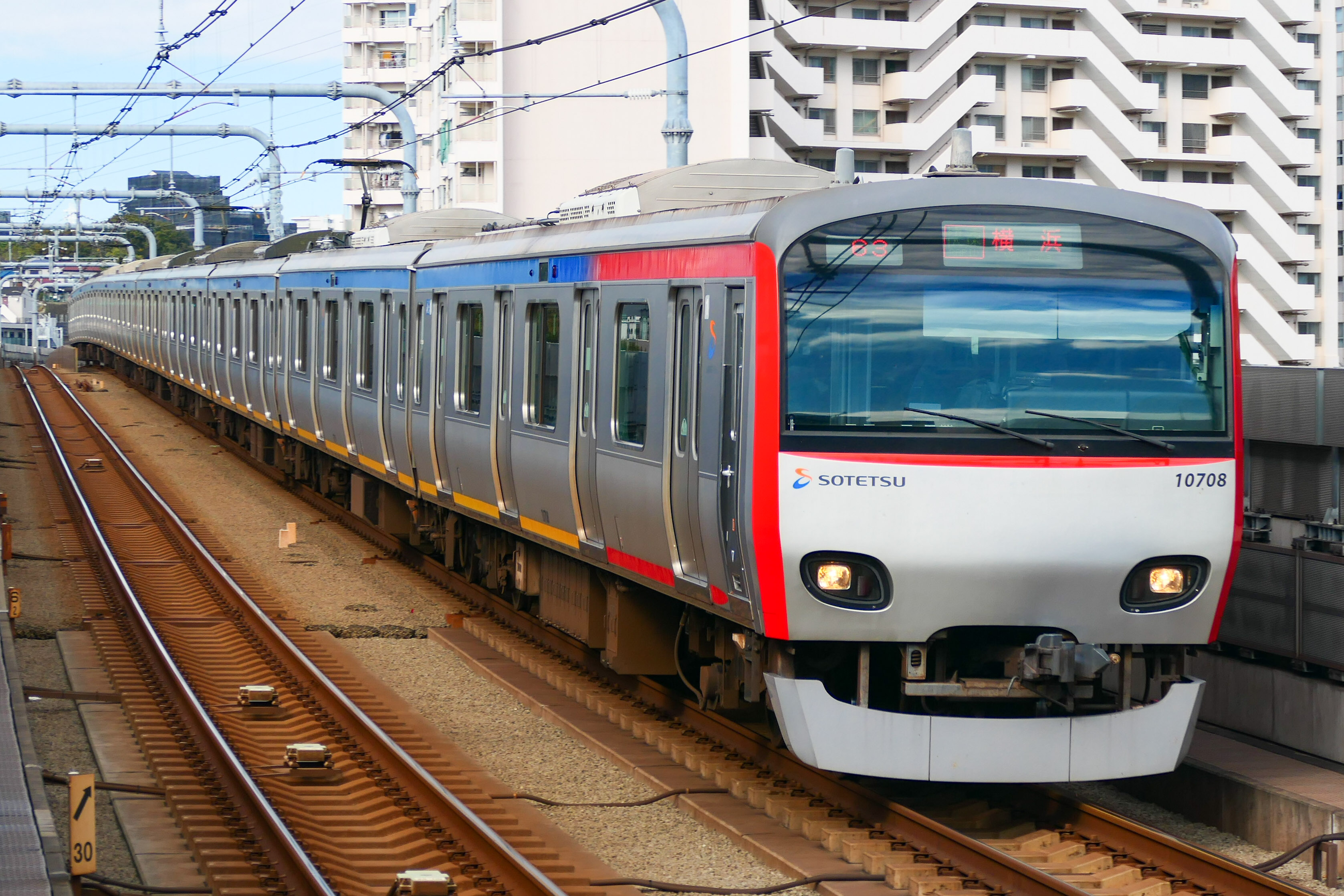
「往年の赤帯版」 （2024年11月5日、天王町駅）

## 運用
本系列は他形式と共通運用を組んでおり、8両編成と10両編成で運用が分けられている。
8両編成は各停を中心に、一部の特急、快速にも使用される。10両編成は他形式と共通運用で、特急、通勤急行、快速、各停全ての種別に使用される。また、都合によっては8両編成の運用や相鉄新横浜線の運用を代走することがある。

## 編成表
前述の通りJR車をベースとしたため編成構成が従来と大きく異なるが、付番方式は従来通りのものとされた。
10両編成
|          | ← 横浜海老名・湘南台 → | ← 横浜海老名・湘南台 → | ← 横浜海老名・湘南台 → | ← 横浜海老名・湘南台 → | ← 横浜海老名・湘南台 → | ← 横浜海老名・湘南台 → | ← 横浜海老名・湘南台 → | ← 横浜海老名・湘南台 → | ← 横浜海老名・湘南台 → | ← 横浜海老名・湘南台 → | 竣工日     |
| 号車     | 1                      | 2                      | 3                      | 4                      | 5                      | 6                      | 7                      | 8                      | 9                      | 10                     | 竣工日     |
| 形式     | クハ10700 (Tc2)        | モハ10200 (M2)         | ＜ モハ10100 (M1)      | サハ10600 (T1)         | ＜ モハ10300 (M3)      | サハ10600 (T2)         | サハ10600 (T1)         | モハ10200 (M2)         | ＜ モハ10100 (M1)      | クハ10500 (Tc1)        | 竣工日     |
| 搭載機器 |                        | SIV,CP                 | VVVF2                  |                        | VVVF1                  |                        |                        | SIV,CP                 | VVVF2                  |                        | 竣工日     |
| 車内設備 | ♿︎                     |                        |                        |                        |                        |                        |                        |                        | 弱冷房車               | ♿︎ 女性専用車          | 竣工日     |
| 10701×10 | 10701                  | 10201                  | 10101                  | 10601                  | 10301                  | 10602                  | 10603                  | 10202                  | 10102                  | 10501                  | 2002.01.31 |
| 10702×10 | 10702                  | 10203                  | 10103                  | 10604                  | 10302                  | 10605                  | 10606                  | 10204                  | 10104                  | 10502                  | 2002.03.12 |
| 10708×10 | 10708                  | 10215                  | 10115                  | 10617                  | 10303                  | 10618                  | 10619                  | 10216                  | 10116                  | 10508                  | 2007.03.15 |

8両編成
|          | ← 横浜海老名・湘南台 → | ← 横浜海老名・湘南台 → | ← 横浜海老名・湘南台 → | ← 横浜海老名・湘南台 → | ← 横浜海老名・湘南台 → | ← 横浜海老名・湘南台 → | ← 横浜海老名・湘南台 → | ← 横浜海老名・湘南台 → | 竣工日     |
| 号車     | 1                      | 2                      | 3                      | 4                      | 5                      | 6                      | 7                      | 8                      | 竣工日     |
| 形式     | クハ10700 (Tc2)        | モハ10200 (M2)         | ＜ モハ10100 (M1)      | サハ10600 (T2)         | サハ10600 (T1)         | モハ10200 (M2)         | ＜ モハ10100 (M1)      | クハ10500 (Tc1)        | 竣工日     |
| 搭載機器 |                        | SIV,CP                 | VVVF2                  |                        |                        | SIV,CP                 | VVVF2                  |                        | 竣工日     |
| 車内設備 | ♿︎                     |                        |                        |                        |                        |                        | 弱冷房車               | ♿︎ 女性専用車          | 竣工日     |
| 10703×8  | 10703                  | 10205                  | 10105                  | 10607                  | 10608                  | 10206                  | 10106                  | 10503                  | 2003.03.28 |
| 10704×8  | 10704                  | 10207                  | 10107                  | 10609                  | 10610                  | 10208                  | 10108                  | 10504                  | 2004.03.12 |
| 10705×8  | 10705                  | 10209                  | 10109                  | 10611                  | 10612                  | 10210                  | 10110                  | 10505                  | 2005.01.21 |
| 10706×8  | 10706                  | 10211                  | 10111                  | 10613                  | 10614                  | 10212                  | 10112                  | 10506                  | 2005.02.24 |
| 10707×8  | 10707                  | 10213                  | 10113                  | 10615                  | 10616                  | 10214                  | 10114                  | 10507                  | 2005.02.24 |

凡例
- VVVF1：主制御器（VVVFインバータ/1両分制御）
- VVVF2：主制御器（VVVFインバータ/2両分制御）
- SIV：補助電源装置（静止形インバータ）
- CP：電動空気圧縮機
- ＜：集電装置（シングルアームパンタグラフ）
- ♿︎：車椅子・ベビーカースペース

備考
- 車両番号の下線はJR東日本新津車両製作所製の車両を示す（その他は東急車輛製造製）。
- 編成番号の青色（■）網掛けはリニューアル車（YOKOHAMA NAVYBLUE塗装）であることを示す。
- 編成番号の下線は機器更新車であることを示す。

## その他
第4編成（10704×8）から第7編成（10707×8）の4編成32両は、車両メーカーからの直接購入ではなくJLL（日本型レバレッジドリース）によるリース方式が採用され、三井住友ファイナンス&リースが出資する特別目的会社が購入した車両を借り受ける形で導入されている。
- 10704×8：エスエムエルシー・エリダヌス有限会社
- 10705×8：エスエムエルシー・パヴォ有限会社
- 10706×8・10707×8：エスエムエルシー・グルス有限会社